# Samantha John
Samantha John (Dearborn, 1985 o 1986) es una empresaria estadounidense, conocida por ser la co-fundadora de Hopscotch, una aplicación para aprender a codificar.

## Trayectoria
John estudió matemáticas aplicadas, inglés y literatura comparada en la Universidad de Columbia. John se interesó en las computadoras y la programación en su último año de universidad cuando comenzó a trabajar en un sitio web para un club de estudiantes. Antes de desarrollar Hopscotch, trabajó como ingeniera y desarrolladora en Pivotal Labs. Fue una de las únicas mujeres desarrolladoras de la empresa. Tras asociarse con la co-fundadora de Hopscotch y exalumna de Columbia, Jocelyn Leavitt,John creó su primera aplicación llamada "Daisy the Dinosaur" en 2012. John finalmente dejó su trabajo de consultoría para dedicarse al desarrollo de Hopscotch a tiempo completo.

### Hopscotch
John creó Hopscotch a la edad de 26 años con la educadora Jocelyn Leavitt, quien notó una falta de mujeres y personas de color en la ingeniería. Hopscotch es el primer lenguaje de programación diseñado para un dispositivo de pantalla táctil. John y Leavitt se propusieron crear un lenguaje de programación que fuera lo suficientemente simple para que lo usaran los niños, pero que al mismo tiempo les permitiera aprender y ser creativos. La aplicación utiliza un lenguaje de programación visual, en lugar de emplear líneas de código. Hopscotch, dirigido a niños de entre ocho y doce años, fue descargado 20.000 veces en su primera semana. John y Leavitt lanzaron por primera vez la aplicación para iPad en 2013 y desde entonces han desarrollado la aplicación para iPhone. En un año, los usuarios crearon más de 2,5 millones de proyectos. La mayoría de los niños usan la aplicación para crear juegos y obras de arte animadas mientras aprenden conceptos básicos de programación. Según los fundadores, casi la mitad de los usuarios de Hopscotch son niñas.
Hopscotch se inspiró parcialmente en HyperCard, una de las primeras aplicaciones de software y kit de desarrollo que también inspiró al creador del software "wiki", así como en Scratch, un entorno de programación visual temprano. Además, John señala la inspiración de su mentor, Alan Kay. John reveló en Shark Tank que Hopscotch tuvo 200.000 usuarios activos cada mes por primera vez en 2020. Hopscotch ha recibido el premio a la mejor aplicación tecnológica educativa otorgado por la revista Parent.

## Reconocimientos
En 2013, Business Insider incluyó a John en la lista de las "30 mujeres menores de 30 años más importantes en tecnología", "Silicon Alley 100" y "28 mujeres extraordinarias en la tecnología de Nueva York" por cofundar Hopscotch Technologies. La revista Glamour nombró a John y a la cofundadora Leavitt en su lista de "35 mujeres menores de 35 años que están cambiando la industria tecnológica" en 2014. En 2015, fue incluida en la lista de las 100 mujeres de la BBC.